# Konsonantkluster
Konsonantgrupp, konsonantklunga eller konsonantkombination uppstår när flera konsonantljud avlöser varandra i ett ord, utan mellanliggande vokal. Begreppet gäller språkljud och inte stavning. De nio konsekutiva konsonanterna i ”Borsjtjschlager” utgör en konsonantklunga av längd fem (”r”, ”sj”, ”tj”, ”sch” och ”l”). Det finns språk, i vilka inga konsonantklungor alls existerar, exempelvis hawaiiskan, som i orden Honolulu, Niihau, Kauai, Oahu, Molokai, Lanai, Kahoolawe och Maui. I språk som serbiska förekommer exempelvis srpski (som betyder just serbiska) med fem konsonanter i rad, men där är r:et stavelsebildande, dvs det utgör kärnan i en stavelse.

## I svenskan
Konsonantgrupper finns naturligt i svenskan med maximalt tre konsonanter i rad. I ords början är det första ljudet i samtliga fall en frikativa, ett s: språk, sträng, spricka, etc. När konsonantgruppen förekommer genom tillförandet av suffix kan konsonantgruppen dock bli längre. I ”Herbstskts” har språkvetaren Adolf Noreen hittat åtta i rad. Det är efternamnet Herbst följt av adjektivsuffixet -sk, sedan neutrum -t, och slutligen genitiv -s. 
Svenskans konsonantgrupper kan ställa till problem för talare med annat modersmål, se bruten svenska. Till exempel skjuts en e-liknande vokal in av spansktalande före initiala konsonantgrupper i ord som (e)sko och (e)skola. Personer som har turkspråk eller iranska språk som modersmål har en tendens att skjuta in e-, a- och u-liknande vokaler i konsonantgrupper, till exempel f(e)licka. Folk med finska som modersmål tappar istället ofta konsonanter i initiala grupper, exempelvis (sk)riva. Det är även vanligt att personer som lär sig svenska realiserar konsonanter i grupper assimilerat, till exempel tonassimilation i ord som "vänta" (vilket då uttalas som "vända").

## I kulturen
Povel Ramel har skrivit en dialog som heter "Curat ocoh Gunanar", som handlar om att Gunnar (Gunanar) alltid sätter in en vokal mellan två konsonanter när han talar för att motverka konsonantgrupper, vilka enligt honom själv, gör att svenska språket exploderar.